# 柳柳查山
14°37′14″S 72°43′06″W / 14.62056°S 72.71833°W
柳柳查山（Llulluch'a），是秘魯的山峰，位於該國南部阿普里馬克大區，由安塔班巴省的安塔班巴區負責管轄，屬於萬索山脈的一部分，海拔高度5,102米。